# Semna
Semna (Semne) – miasto w południowym Egipcie, leżące na południowy zachód od jeziora Nasera, pomiędzy I a III  kataraktą. Liczba mieszkańców: do 10 000 osób.
Semna powstała już w starożytności – znajdowało się tu Państwo Nubijskie podbite w XXV w. p.n.e. przez Egipt. Miasto leżało wtedy nieco bardziej na południe, pomiędzy III a II kataraktą, gdy ta jeszcze istniała.
Faraon Sezostris III zbudował tu jedna z twierdz mających bronić granice Egiptu przed najeźdźcami z terenów Nubii. Znaleziono tu stelę graniczna z następującym tekstem:
Granica południowa, uczyniona w 8 roku panowania Jego Majestatu króla Dolnego i Górnego Egiptu, Sezostrisa, oby żył wiecznie, aby nie opuścić do jej przekroczenia przez jakiegokolwiek Nubijczyka, czy to droga wodną czy też lądową, czy to statkiem czy też wraz z trzodą. 
Wyjątek stanowić może jedynie Nubijczyk przepływający, by uprawiać handel w Iken, lub wysłany z posłannictwem, czy też z czymś, co może być korzystne. Po wieczne czasy nie należy dopuścić, by jakiś nubijski statek płynący na północ przekroczył Semnę."